# Deutsche Fußballmeisterschaft 1920/1921
Čtrnáctý ročník Deutsche Fußballmeisterschaft (Německého fotbalového mistrovství) se konal od 22. května do 12. června 1921.
Turnaje se zúčastnilo sedm klubů. Vítězem turnaje se stal podruhé ve své historii a obhájce minulého ročníku 1. FC Norimberk, který porazil ve finále obhájce titulu z minulého ročníku SV Blau-Weiss Berlin 5:0.